# Robert Balson Dingle
Robert Balson Dingle (* 26. März 1926 in Manchester; † 2. März 2010 in St Andrews) war ein britischer theoretischer Physiker und Hochschullehrer.

## Leben
Dingle studierte an der Universität Cambridge in England, wo er 1952 bei Douglas Hartree promovierte. Zuvor hatte er 1947 bis 1948 ein Forschungsjahr bei Nevill Francis Mott und Herbert Fröhlich an der Universität Bristol verbracht. Es folgten Forschungsjahre an der Universität Delft in den Niederlanden und an der Universität Ottawa in Kanada. Anschließend erhielt er eine Berufung als Reader (damals in Deutschland entsprechend einer a.o. Professur) an das Physikinstitut der Universität von Westaustralien in Perth. Mitte 1960 trat er seine Stelle als erster Lehrstuhlinhaber für Theoretische Physik an der University of St Andrews in Schottland an, wo er bis zu seiner (wegen Krankheit vorzeitigen) Emeritierung blieb.
Die Forschungsgebiete von Dingle waren kondensierte Materie, statistische Physik, der anomale Skin-Effekt, die Leitfähigkeit dünner Drähte sowie flüssiges Helium II. Mathematisch hatte er ferner diverse Arbeiten über Fermi-Dirac-Integrale und Bose-Einstein-Integrale publiziert. Sein bekanntestes Forschungsgebiet wurde jedoch die Untersuchung asymptotischer Entwicklungen in Mathematik und Physik mit dem Ziel, dem divergenten Teil einer asymptotischen Entwicklung Information zur möglichst exakten Bestimmung der entsprechenden Funktion zu entnehmen. Seine Forschungen zu dieser Thematik, in denen er völlig neue Wege einschlug, hat er in seiner umfangreichen Monographie über asymptotische Entwicklungen niedergelegt.

## Auszeichnungen
- Mitgliedschaft in der Royal Society of Edinburgh

## Werke
- R. B. Dingle: Asymptotic Expansions: Their Derivation and Interpretation. Academic Press, 1973.